# Abancourt (Nord)
Abancourt település Franciaországban, Nord megyében. Lakosainak száma 450 fő (2022. január 1.). Abancourt Hem-Lenglet, Sancourt, Bantigny, Blécourt, Fressies és Épinoy községekkel határos.

## Népesség
A település népességének változása:
| Lakosok száma | 461  | 459  | 474  | 463  | 469  | 469  | 468  | 459  | 450  |
|               | 2013 | 2015 | 2016 | 2017 | 2018 | 2019 | 2020 | 2021 | 2022 |